# Манчестер (селище, Нью-Йорк)
Манчестер (англ. Manchester) — селище (англ. village) в США, в окрузі Онтаріо штату Нью-Йорк. Населення — 1640 осіб (2020).

## Географія
Манчестер розташований за координатами 42°58′6″ пн. ш. 77°13′52″ зх. д. / 42.96833° пн. ш. 77.23111° зх. д. (42.968351, -77.231188).  За даними Бюро перепису населення США в 2010 році селище мало площу 3,05 км², уся площа — суходіл.

## Демографія
Згідно з переписом 2010 року, у селищі мешкало 1709 осіб у 742 домогосподарствах у складі 462 родин. Густота населення становила 561 особа/км².  Було 773 помешкання (254/км²).
Расовий склад населення:
| - 96,7 % — білих - 0,7 % — чорних або афроамериканців - 0,4 % — корінних американців - 0,4 % — азіатів |

До двох чи більше рас належало 1,2 %. Частка іспаномовних становила 2,4 % від усіх жителів.
За віковим діапазоном населення розподілялося таким чином: 20,5 % — особи молодші 18 років, 61,2 % — особи у віці 18—64 років, 18,3 % — особи у віці 65 років та старші. Медіана віку мешканця становила 42,2 року. На 100 осіб жіночої статі у селищі припадало 91,4 чоловіків;  на 100 жінок у віці від 18 років та старших — 85,9 чоловіків також старших 18 років.
Середній дохід на одне домашнє господарство  становив 55 087 доларів США (медіана — 52 500), а середній дохід на одну сім'ю — 61 144 долари (медіана — 57 321). Медіана доходів становила 41 050 доларів для чоловіків та 32 279 доларів для жінок. За межею бідності перебувало 11,2 % осіб, у тому числі 22,8 % дітей у віці до 18 років та 5,6 % осіб у віці 65 років та старших.
Цивільне працевлаштоване населення становило 920 осіб. Основні галузі зайнятості: освіта, охорона здоров'я та соціальна допомога — 22,7 %, виробництво — 21,8 %, роздрібна торгівля — 14,3 %, мистецтво, розваги та відпочинок — 11,2 %.